# Milo Manara
Pour les articles homonymes, voir Manara.
Maurillo « Milo » Manara, né le 12 septembre 1945 à Luson (Trentin-Haut-Adige, Italie), est un auteur italien de bande dessinée érotique.

## Biographie
Quatrième d'une famille de six enfants, Milo Manara grandit dans une petite ville italienne proche de la frontière autrichienne. C'est chez le sculpteur espagnol Berrocal qu'il découvre la bande dessinée à travers Barbarella (Jean-Claude Forest) et Jodelle (Guy Peellaert) en 1967. Ses premières planches professionnelles — des récits érotiques — datent de 1968 et elles lui permettent de financer ses études d'architecture à Venise. Il abandonne son métier d'assistant de sculpteur et publie Genius pour les éditions Vanio. Vient ensuite Jolanda, qui relate les aventures d'une femme pirate.
En 1974, il réalise une adaptation du Décaméron de Boccace. En 1976, Le Singe, son premier récit, paraît dans Alter-Linus puis dans Charlie Mensuel. À la même période, il dessine plusieurs épisodes de l'Histoire de France en bandes dessinées et de La Découverte du monde en bandes dessinées aux éditions Larousse. En 1978 sort L'Homme des neiges et, la même année, Les Aventures de Giuseppe Bergman dans (À suivre).
En 1983, sa carrière prend une nouvelle direction avec Le Déclic qui fait instantanément de lui un des maîtres de la bande dessinée érotique. En 1987, Hugo Pratt devient son scénariste pour Un été indien, expérience qu'ils rééditent sept ans plus tard avec El Gaucho. Un été indien remporte l'Alfred du meilleur album étranger en 1987.
Entre-temps, l'œuvre de Federico Fellini, autre « maître d’aventure » de Manara, a inspiré une autre collaboration avec la mise en image du Voyage à Tulum (1984), qui se poursuit en 1992 avec Le Voyage de G. Mastorna.
Manara continue une production régulière d'histoires érotiques aux éditions Albin Michel mais il participe également à d'autres projets, comme l'illustration de portfolios ou encore la série Borgia avec le scénariste Alejandro Jodorowsky.
En 2016, Milo Manara réalise 25 visions aquarellées du mythe Brigitte Bardot ainsi qu'une sculpture monumentale à son effigie, exposée dans la cité de Saint-Tropez. La même année, il est lauréat du grand prix Saint-Michel pour l'ensemble de son œuvre et, en 2019, lors du festival international de la bande dessinée d'Angoulême, une exposition retrace son œuvre.
Fin 2019 paraît une monographie sur ses cinquante années de carrière, Sublimer le réel.

## Œuvres

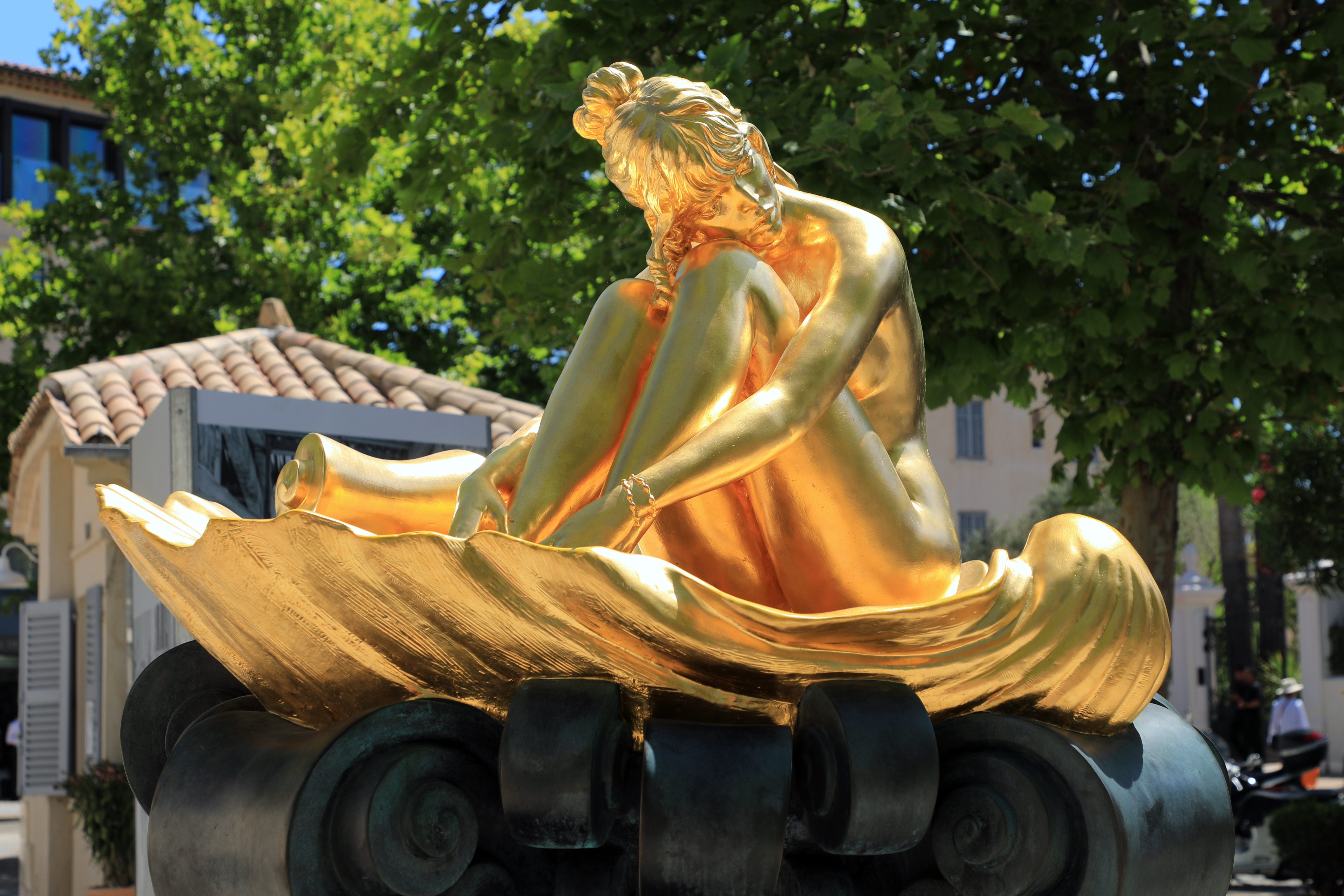
Statue de Brigitte Bardot à Saint-Tropez réalisée d’après une aquarelle de Milo Manara.

### Bandes dessinées
- Histoire de France en bandes dessinées, éditions Larousse
  - Sous le sceptre carolingien, 1976
  - Jérusalem ! Jérusalem !, 1977
  - Vive la Nation !, 1977
  - La Chute de l'Aigle, 1977
  - Paris en armes…, 1978
- La Découverte du monde en bandes dessinées, éditions Larousse
  - Balboa sur les rives du Pacifique, 1979
- L'Homme des neiges, Dargaud coll. « Un homme, une aventure », 1979
- Les Aventures de Giuseppe Bergman, Casterman
  1. HP et Giuseppe Bergman, 1980
  2. Jour de colère, 1983
  3. Rêver, peut-être, 1989
  4. Revoir les étoiles, 1998
- Quatre Doigts, l'homme de papier, Dargaud, 1982
- Trompeuse Apparence, Kesselring, 1984
- Le Déclic, éditions Albin Michel
  1. Le Déclic – Une femme sous influence[8], 1984
  2. Le Déclic 2, 1991
  3. Le Déclic 3, 1994
  4. Le Déclic 4, 2001
- Le Parfum de l'invisible, Albin Michel, 1986
- Courts Métrages, Albin Michel, 1988
- Le Parfum de l'invisible 2, Albin Michel, 1995
- Candide Caméra, Albin Michel, 1990
- Miel, toute seule, la nuit, Magic Strip, 1990
- Nouvelles coquines, J'ai lu, 1990
- Vénus et Salomé, Himalaya, 1994
- Rendez-vous fatal, Albin Michel, 1996
- Gulliveriana[9], Les Humanoïdes Associés, 1996
- Le Kama Sutra, Albin Michel, 1997[10]
- Le Piège, Albin Michel, 1998
- La Bête, Albin Michel, 1999
- La Métamorphose de Lucius[11], Les Humanoïdes Associés, 1999[12]
- L'Homme de papier, Albin Michel, 1999
- Révolution, Albin Michel, 2000
- Memory, Paquet, 2001
- Piranèse – La Planète prison, Albin Michel, 2002[13].
- Le Caravage, Glénat

1. La Palette et l'Épée, 2015  (ISBN 978-2-7234-8987-4) (BNF 43491598)
2. La Grâce, 2018  (ISBN 978-2-7234-9121-1) (BNF 45548186)
3. Le Caravage, édition intégrale en noir et blanc, Glénat, 2019  (ISBN 978-2-344-03902-1) (BNF 45860258)

### En collaboration
- Avec Federico Fellini
  - Voyage à Tulum, Casterman, 1990
  - Le Voyage de G. Mastorna, Casterman, 1996
- Avec Hugo Pratt
  - Un été indien, Casterman, 1987 Alfred du meilleur album étranger au festival d'Angoulême 1987.
  - El Gaucho, Casterman, 1995
- Avec Neil Gaiman
  - Breakthrough, Catalan Communications, 1990
  - Nuits éternelles, Delcourt, 2003
- Avec Richard Aellen
  - L'Œil rouge, Magic Strip, 1991
- Avec Jean-Pierre Enard
  - L'Art de la fessée, Vent d'ouest, 2001
- Avec Wilbur Smith
  - L'Oiseau de soleil, Magic Strip, 1991
- Avec Giordano Berti
  - Le Songe d’Oengus, Lo Scarabeo, 1991
- Avec Silverio Pisu
  - Le Singe, Dargaud, 1980
- Avec Enzo Biagi
  - Christophe Colomb, Himalaya, 1992
- Avec Alejandro Jodorowsky
  - Borgia
    1. Du sang pour le pape, Albin Michel, 2004
    2. Le Pouvoir et l'Inceste, Albin Michel, 2006
    3. Les Flammes du bûcher, Drugstore, 2008
    4. Tout est vanité, Drugstore, 2010
- Avec Vincenzo Cerami
  - Les Yeux de Pandora, Les Humanoïdes Associés, 2007
- Avec Chris Claremont
  - X-Men : Jeunes filles en fuite, Marvel Panini France, 2011

### Recueils d'illustrations
- Le Feu aux entrailles (texte de Pedro Almodóvar), La sirène, 1992
- L'Art de la fessée (texte de Jean-Pierre Enard), Glénat, 1988
- Aphrodite – Livre premier (texte de Pierre Louÿs), Les Humanoïdes Associés, 1999
- Les Femmes de Manara, éditions Albin Michel, 2000
- La Modèle, Albin Michel, 2001
- Memory, éditions Paquet, 2001

## Adaptations cinématographiques
- 1985 : Le Déclic
- 1997 : Le Parfum de l'invisible (téléfilm d'animation)
- 2003 : La Légende de Parva (film d'animation)

## Récompenses et distinctions
- 1978 :  Prix Yellow-Kid du dessinateur italien, pour l'ensemble de son œuvre
- 1987 :  Alfred du meilleur album étranger du festival d'Angoulême pour Un été indien (avec Hugo Pratt)
- 1998 :  Temple de la renommée Jack Kirby
- 2012 : 
  -  Prix Eisner de la meilleure édition américaine d'une œuvre internationale pour Un été indien (avec Hugo Pratt)
  -  Prix Harvey de la meilleure édition américaine d'une œuvre étrangère pour The Manara Library, t. 1
- 2015 :  Prix Historia de la bande dessinée historique pour Le Caravage, t.1
- 2016 :  Grand prix Saint-Michel, pour l'ensemble de son œuvre.

#### Livres
- Manara, Del Grifo / Casterman, 1986
- Eddy Devolder, Milo Manara. Confidences d'un homme-crayon, Vertige Graphic, coll. « Tracés », 1990
- Milo Manara (interviewé par Olivier Maltret et Frédéric Bosser) (trad. Pierre Frigau), « Manara », DBD, no 2 (cahier n°2),‎ mars 1999, p. 1-39
- Vincenzo Mollica, Manara, SEDLI, coll. « Dossiers BD », 1983
- Manara : Sublimer le réel. Une rétrospective de cinquante ans de carrière, Glénat, décembre 2019, 512 p. (ISBN 9782344039045)

#### Articles
- Gilles Ratier, « Les premières BD érotiques de Milo Manara… », sur BD Zoom, 21 avril 2015
- Frédéric Potet, « Le Caravage, Pratt, Fellini… les maîtres de Milo Manara », Le Monde,‎ 25 janvier 2019 (lire en ligne)
- Aurélia Vertaldi, « Les Belles de Manara à Bruxelles, au sommet de l'érotisme », Le Figaro,‎ 7 décembre 2018 (lire en ligne)
- Christophe Levent et Milo Manara (int.), « L'érotisme, c'est la vie », Aujourd'hui en France,‎ 29 janvier 2019 (lire en ligne)
- Daniel Couvreur, « "La nudité touche à l’éternité" : Milo Manara, maître de l’érotisme, a reçu le Grand Prix Saint-Michel 2016 », Le Soir,‎ 27 septembre 2016
- Paul Roux, « Bande dessinée : Sexploitation », Le Devoir,‎ 23 mai 1998.
- Vincent Bernière, « Milo Manara, L'Âne d'or », dans Les 100 plus belles planches de la BD érotique, Beaux-Arts éditions, 2015 (ISBN 979-1020402011), p. 12-13.
- Vincent Bernière, « Milo Manara : Candide Camera », dans Les 100 plus belles planches de la BD érotique, Beaux-Arts éditions, 2015 (ISBN 979-1020402011), p. 36-37.
- Vincent Bernière, « Milo Manara : Le Déclic », dans Les 100 plus belles planches de la BD érotique, Beaux-Arts éditions, 2015 (ISBN 979-1020402011), p. 54-55.
- Vincent Bernière, « Hugo Pratt et Milo Manara : El Gaucho », dans Les 100 plus belles planches de la BD érotique, Beaux-Arts éditions, 2015 (ISBN 979-1020402011), p. 66-67.
- Vincent Bernière, « Milo Manara : Kâmasûtra », dans Les 100 plus belles planches de la BD érotique, Beaux-Arts éditions, 2015 (ISBN 979-1020402011), p. 108-109.
- Vincent Bernière, « Milo Manara : Le Parfum de l'invisible », dans Les 100 plus belles planches de la BD érotique, Beaux-Arts éditions, 2015 (ISBN 979-1020402011), p. 148-149.
- Vincent Bernière, « Milo Manara : Rendez-vous fatal », dans Les 100 plus belles planches de la BD érotique, Beaux-Arts éditions, 2015 (ISBN 979-1020402011), p. 164-165.
- Milo Manara (int. par Giulio Cesara Cuccolini), « Milo solo », BoDoï, no 47,‎ décembre 2001, p. 35-39.
- Milo Manara (int.) et Sonia Déchamps, « La BD, seule peinture de notre temps », Casemate, no 132,‎ janvier 2020, p. 4-12.